# Rubus idaeopsis
Rubus idaeopsis là loài thực vật có hoa trong họ Hoa hồng. Loài này được Focke miêu tả khoa học đầu tiên năm 1911.